# Marie-Claire Carrère-Gée
Marie-Claire Carrère-Gée, née le 23 mars 1963 à Pau, est une haute fonctionnaire et femme politique française. 
Secrétaire générale adjointe de l'Élysée sous la seconde présidence de Jacques Chirac après avoir été sa conseillère sociale, elle a été présidente du Conseil d'orientation pour l'emploi.
Elle est élue de Paris depuis 2008 : conseillère de Paris (de 2008 à 2014 et depuis 2018), conseillère régionale d'Île-de-France (de 2004 à 2010 et de 2021 à 2023) et conseillère de la métropole du Grand Paris (depuis juin 2020). Elle est élue sénatrice de Paris en septembre 2023.
Elle est nommée ministre déléguée auprès du Premier ministre, chargée de la Coordination gouvernementale dans le gouvernement Michel Barnier, le 21 septembre 2024. 
Elle redevient sénatrice de Paris le 14 janvier 2025.

## Biographie

### Famille et formation
Marie-Claire Carrère-Gée est la fille d'un commerçant et d'une enseignante en mathématiques d'Oloron-Sainte-Marie (Pyrénées-Atlantiques), de confession catholique. Diplômée de l'Institut d'études politiques de Bordeaux, major de sa promotion, elle échoue au concours de l'ENA, mais elle est reçue au concours d'administrateur du Sénat.
En 1995, elle épouse Frédéric Thiriez, avocat au Conseil d'État à la Cour de cassation et ancien président de la Ligue de football professionnel, président de l'European Professional Football League et membre du Conseil stratégique de l'UEFA. De ce mariage naissent deux enfants : Gabriel et Edmond,.

### Carrière professionnelle
Administrateur, puis administrateur principal du Sénat entre 1989 et 2002, Marie-Claire Carrère-Gee a été responsable de la santé, de l'assurance maladie et de la bioéthique au sein de la commission des Affaires sociales du Sénat entre 1993 et 2000 ; elle a également été administrateur, puis administrateur principal au sein de la direction des technologies nouvelles (1989-1993) puis de la direction du budget (2001-2002) du Sénat.
Elle devient en 2002 la conseillère sociale de Jacques Chirac avant de devenir secrétaire générale adjointe de l'Élysée. À ce titre, elle participe notamment à l'élaboration des lois Fillon sur la réforme des retraites, à la réforme de l’assurance maladie, au plan de cohésion sociale, à la loi sur le droit au logement et aux chantiers présidentiels (plan cancer, droits des personnes en situation de handicap).
Elle ne participe pas à la campagne présidentielle de Nicolas Sarkozy en 2007.
Entre 2007 et 2018, elle préside le Conseil d'orientation pour l'emploi, nommée à ce poste par le Premier ministre François Fillon.
Le 1er décembre 2011, le président de la République Nicolas Sarkozy lui confie la mission de représenter la France au sein de la task force du G20 sur l’emploi instituée par le sommet de Cannes. Elle a co-présidé, avec l'Argentine, le groupe de travail du G20 sur les inégalités. Elle assure cette représentation de la France jusqu'en 2018.
En 2008 et 2009, elle a été membre de la Commission plénière « France 2025 » auprès du Conseil d'analyse stratégique. Ayant participé aux États généraux de l'industrie et présidé le groupe Emploi-Compétences, elle a été membre de la Conférence nationale de l'industrie et du Conseil national de l'industrie. Elle est membre du Haut conseil du financement de la protection sociale depuis sa création. En 2013, elle est membre du Global Agenda Coucil on Employment du Forum économique mondial. En 2011 et 2012, elle a été vice-présidente du Conseil d'orientation de l'AFPA.
Elle est conseiller-maître à la Cour des comptes depuis 2007.
Elle est maître de conférences à Sciences Po pendant huit ans.

### Parcours politique
Elle adhère au RPR à l'âge de quinze ans. Elle continue à militer après ses études, notamment en « multipliant les rapports » à destination de personnalités du parti. En 2001, elle est nommée secrétaire nationale.
Elle est élue sur la liste UMP lors des élections régionales de 2004 en Île-de-France. À nouveau candidate lors des élections régionales de 2010, elle n'est, cette-fois-ci, pas en position éligible.
Peu avant les élections législatives de 2007, elle est investie par l'UMP pour se présenter dans la 5e circonscription de Seine-et-Marne, mais elle se démet aussitôt, faute de soutien parmi les figures locales du parti. Un temps pressentie pour être candidate dans le 11e circonscription de Paris en 2012, elle ne dépose finalement pas de candidature, la commission d'investiture de l'UMP ayant préféré le maire du 6e arrondissement, Jean-Pierre Lecoq.
Lors des élections municipales de 2008 à Paris, elle est tête de liste UMP-Centristes dans le 14e arrondissement. Au niveau de la capitale, les listes de droite et du centre droit sont menées par Françoise de Panafieu. Marie-Claire Carrère-Gée obtient 20,8 % des voix à l'issue du premier tour, contre 45 % au maire PS sortant Pierre Castagnou et 13,9 % à la MoDem Marielle de Sarnez. Dans le cadre d'une triangulaire pour le second tour, Pierre Castagnou est réélu maire avec 57,4 % des voix, Marie-Claire Carrège-Gée en obtient 28 % et Marielle de Sarnez 14,5 %. Marie-Claire Carrère-Gée est élue conseillère de Paris — elle devient vice-présidente du groupe UMP au Conseil de Paris — et conseillère municipale du 14e arrondissement. Elle est la chef de file du groupe UMP au conseil d'arrondissement du 14e arrondissement, élue et réélue déléguée de circonscription.
Au sein de la fédération UMP de Paris, elle a été déléguée générale adjointe chargée de la solidarité.
Souhaitant redevenir tête de liste dans le 14e arrondissement lors des élections municipales de 2014 à Paris et composer une liste avec les élus d'opposition, elle n'est pas investie par l'UMP, la chef de file de la droite parisienne, Nathalie Kosciusko-Morizet, se présentant comme tête de liste dans cet arrondissement bien que Marie-Claire Carrère-Gée l'ait soutenue lors de la primaire UMP, organisée au printemps. Selon Libération, des négociations ont lieu pour que Marie-Claire Carrère-Gée obtienne la troisième place sur la liste, mais celle-ci refuse. Dans un entretien, Marie-Claire Carrère-Gée affirme qu'il n'y a eu en réalité aucune négociation. Elle entre alors en dissidence avec les autres élus UMP de l'arrondissement en prenant la tête de la liste « 100 % 14e». Cette liste reçoit le soutien de Nicole Catala, ancienne ministre et ancienne députée du 14e arrondissement, ainsi que celui de Paris libéré (dont le chef de file est Charles Beigbeder). Elle obtient 5,7 % des voix à l'issue du premier tour. Elle fusionne alors sa liste avec celle de la candidate UMP-UDI-MoDem, Nathalie Kosciusko-Morizet, qui en a obtenu 33,1% ; Marie-Claire Carrère-Gée en devient la numéro 3. Lors du second tour, la liste échoue à 46,9 % contre 53,1 % pour la liste PS-PRG menée par Carine Petit. Marie-Claire Carrère-Gée est toutefois réélue conseillère d'arrondissement, mais elle perd son mandat de conseillère de Paris. Elle le retrouvera en août 2018 à la suite de la démission de Nathalie Kosciusko-Morizet.
Marie-Claire Carrère-Gée est, lors de la campagne des primaires pour l'élection présidentielle 2017, la conseillère sociale d'Alain Juppé, chargée de l'emploi et du travail, de la santé, des prestations sociales, de la famille, du logement, des politiques pour les personnes âgées et pour les personnes handicapées.
Elle annonce le 6 avril 2019 dans Le Journal du dimanche sa candidature à l'investiture des Républicains pour la mairie de Paris,. Le 19 septembre 2019, un an après avoir retrouvé son mandat de conseillère de Paris, ses collègues l'élisent à la présidence du groupe Les Républicains et indépendants (LRI) au Conseil de Paris. C'est finalement Rachida Dati qui est investie par les Républicains pour la mairie de Paris.
Marie-Claire Carrère-Gee est tête de liste pour les élections municipales de 2020 dans le 14e arrondissement de Paris, avec le soutien de Rachida Dati. Elle arrive en deuxième position au premier tour avec 20,4 % des voix, les listes LREM et Villani obtenant respectivement 15,67 % et 12,09 % des voix. Dans le cadre d'une quadrangulaire au second tour le 28 juin 2020, sa liste obtient 30,2 % des voix, en deuxième position derrière celle de la sortante Carine Petit. Les listes Villani et LREM (listes Azière et Schiappa) obtiennent respectivement 13,30 % et 8,6 % des voix.
Candidate aux élections régionales de 2021 sur la liste conduite par Valérie Pécresse, elle est élue au second tour de scrutin.
Elle est la directrice de campagne de Michel Barnier au congrès des Républicains de 2021 en vue de l'élection présidentielle de 2022. Après la victoire de Valérie Pécresse, elle devient directrice de campagne adjointe, chargée de la société civile. Aux élections législatives de 2022, elle se porte candidate dans la 11e circonscription de Paris, où elle finit troisième, avec 12,20 % des voix au premier tour.
Elle est élue sénatrice de Paris lors des élections sénatoriales du 24 septembre 2023, en troisième place sur la liste « Au Sénat pour changer Paris » conduite par Catherine Dumas.
Elle est nommée ministre déléguée auprès du Premier ministre, chargée de la Coordination gouvernementale dans le gouvernement Michel Barnier, le 21 septembre 2024.

## Résultats aux élections municipales
Les résultats ci-dessous concernent uniquement les élections où elle est tête de liste.
| Année | Parti | Parti | Circonscription             | 1er tour | 1er tour | 1er tour | 2d tour                     | 2d tour                     | 2d tour                     | Sièges | Sièges |
| Année | Parti | Parti | Circonscription             | Voix     | %        | Rang     | Voix                        | %                           | Rang                        | CA     | CP     |
| ----- | ----- | ----- | --------------------------- | -------- | -------- | -------- | --------------------------- | --------------------------- | --------------------------- | ------ | ------ |
| 2008  |       | UMP   | 14e arrondissement de Paris | 10 031   | 20,81    | 2e       | 13 334                      | 28,09                       | 2e                          | 3 / 20 | 1 / 10 |
| 2014  |       | DVD   | 14e arrondissement de Paris | 2 726    | 5,74     | 5e       | Fusion avec la liste de NKM | Fusion avec la liste de NKM | Fusion avec la liste de NKM | 5 / 20 | 2 / 10 |
| 2020  |       | LR    | 14e arrondissement de Paris | 7 586    | 20,44    | 2e       | 9 917                       | 30,18                       | 2e                          | 5 / 20 | 2 / 10 |

## Distinctions
Le 10 avril 2009, Marie-Claire Carrère-Gée est nommée au grade de chevalier dans l'ordre national de la Légion d'honneur au titre de « conseiller maître à la Cour des comptes ; 20 ans de services civils ».

## Publication
- Marie-Claire Carrère-Gée (préf. Alain Juppé), Les Temps de la liberté : l'autre façon de parler des retraites, Paris, Ramsay, coll. « Documentaires », 2002, 171 p. (ISBN 978-2-84114-603-1).

## Pour approfondir